# レブロン基準
レブロン基準は、M&Aの防衛策の適法基準の一つである。
アメリカでの防衛策には二つの適法基準、レブロン基準とユノカル基準がある。
この基準は、買収対象となった会社の経営陣は、会社を売却する場合は、株主の利益を最大化するべく、出来る限り高値で売却すべきである、とするもの。1985年に大手化粧品会社であるレブロン社への敵対的買収をめぐる裁判の中で示された判断である。